# Fockbeker Moor
Das Fockbeker Moor ist ein Naturschutzgebiet in den schleswig-holsteinischen Gemeinden Fockbek und Hohn im Kreis Rendsburg-Eckernförde.

## Allgemeines
Das rund 379 Hektar große Naturschutzgebiet ist unter der Nummer 184 in das Verzeichnis der Naturschutzgebiete des Ministeriums für Landwirtschaft, Umwelt und ländliche Räume eingetragen. Es wurde Ende 2002 ausgewiesen (Datum der Verordnung: 3. September 2002). Der größte Teil des Naturschutzgebietes bildet gleichzeitig das gleichnamige, 375 Hektar große FFH-Gebiet. Zuständige untere Naturschutzbehörde ist der Kreis Rendsburg-Eckernförde.

## Beschreibung
Das Naturschutzgebiet liegt nordwestlich von Rendsburg. Es stellt ein Hochmoor am Rand von direkt östlich angrenzenden Endmoränen unter Schutz. Das Moor ist durch Entwässerung und Torfabbau stark verändert. Land- und forstwirtschaftlich genutzte Flächen, die das Moor umgeben, sind in das Naturschutzgebiet einbezogen. Die innerhalb des Naturschutzgebietes liegende Hofstelle Knüll mit angrenzenden Bereichen ist aus dem Geltungsbereich der Naturschutzverordnung ausgenommen.
Entwässert und genutzt wurde das Moor seit Beginn des 19. Jahrhunderts. Die intensive Nutzung begann 1817. Ab 1827 wurde der Torf durch die Carlshütte, eine Eisenhütte, auch industriell als Brennmaterial genutzt. Die Nutzung des Moores dauerte bis in die 1950er Jahre an. Von dem rund 620 Hektar großen Moor sind etwa 200 Hektar nicht abgetorft worden bzw. in einem renaturierungsfähigen Zustand verblieben.
Seit 1980 wurden Pflegemaßnahmen im Moor durchgeführt. So wurden die Entwässerungsgräben im Moor geschlossen, um so die Wiedervernässung des Moores zu erreichen, mit Gras bestandene Torfbänke einplaniert und auf diesen Flächen anschließend Heide angesiedelt sowie der Birkenbewuchs weitgehend entkusselt, um die Wasserverdunstung zu senken. Die Unterschutzstellung des Moores mit seinen Randbereichen dient dem Erhalt des Gebietes als Lebensraum für die charakteristische Tier- und Pflanzenwelt. Als weitere Maßnahmen sollen die an das Moor angrenzenden Grünländereien als Lagg-Bereiche entwickelt werden. Weiterhin soll die Entwicklung von Heideflächen und natürlichen Eichen-Buchenwäldern gefördert werden.
Die Moorfläche wird von einer weitgehend baumfreien, offenen Fläche geprägt. Alte Torfstiche sind mit Wasser gefüllt. Sie verlanden langsam. Im Moor sind u. a. Torfmoose, Rosmarinheide, Moosbeere, Wollgras und Sonnentau zu finden. Moor- und Grasfrosch, Kreuzotter, Ringelnatter, Waldeidechse und Blindschleiche kommen vor. Die Wasserflächen sind u. a. Lebensraum von Libellen wie Frühe Adonislibelle, Hufeisen-Azurjungfer und Große Pechlibelle. Das Moor ist Lebensraum zahlreicher Vögel, die hier teilweise auch brüten. So kommen u. a. Bruchwasserläufer, Zwergtaucher, Blässhuhn, Großer Brachvogel, Bekassine, Rotschenkel und Kiebitz vor. Auch die Sumpfohreule brütet im Moor und Lach- und Sturmmöwen haben hier Brutkolonien. Das Naturschutzgebiet beherbergt verschiedene seltene Spinnenarten wie Moorhockling (Attulus caricis), Schlankbein-Moosweberchen (Centromerus levitarsis), Torfmoosweberchen (Aphileta misera) und die winzige Kugelspinne Moorwinzling (Theonoe minutissima).
Das Moor entwässert über Gräben in erster Linie zur Dorbek, die etwas südlich in den Fockbeker See mündet.
Durch das Naturschutzgebiet verläuft ein Rad- und Wanderweg im Rahmen eines Rundweges der Gemeinde Fockbek. An diesem Weg befindet sich eine Aussichtsplattform innerhalb des Naturschutzgebietes. Das Naturschutzgebiet wird vom Unabhängigen Kuratorium Landschaft Schleswig-Holstein – Verband für Naturschutz und Landschaftspflege in Kooperation mit dem Naturschutzbund Deutschland und dem Landesjagdverband Schleswig-Holstein betreut.

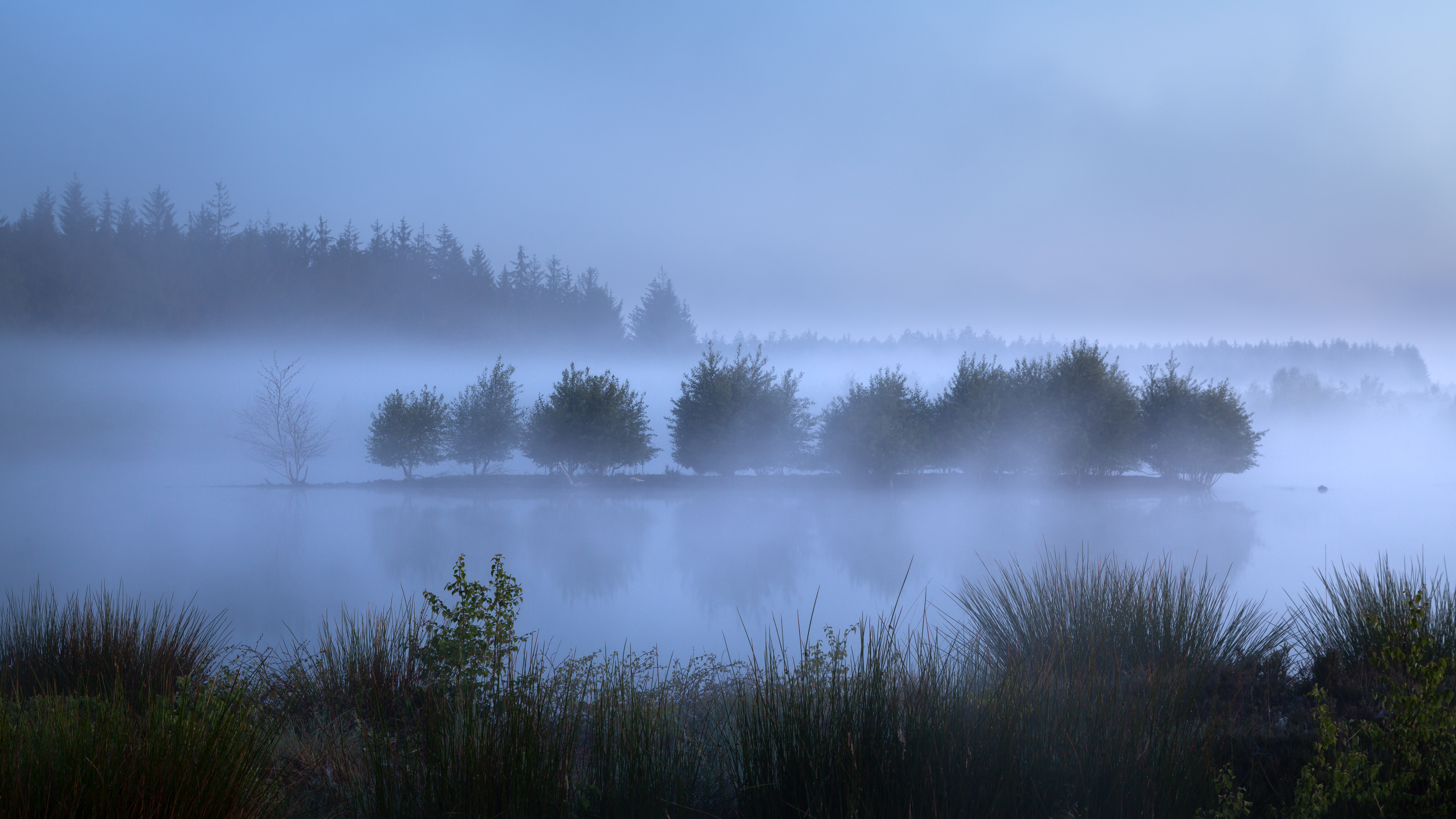
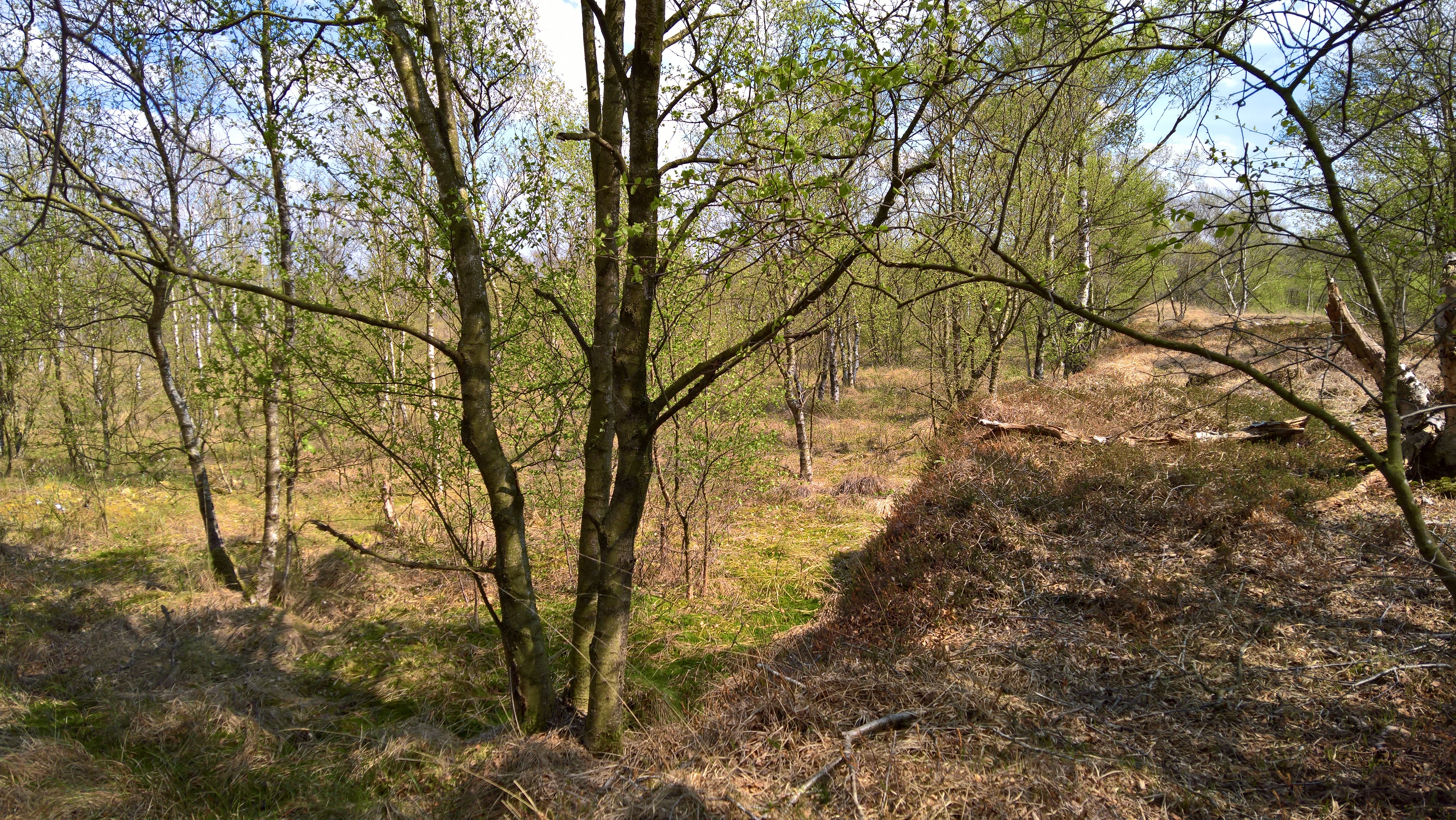
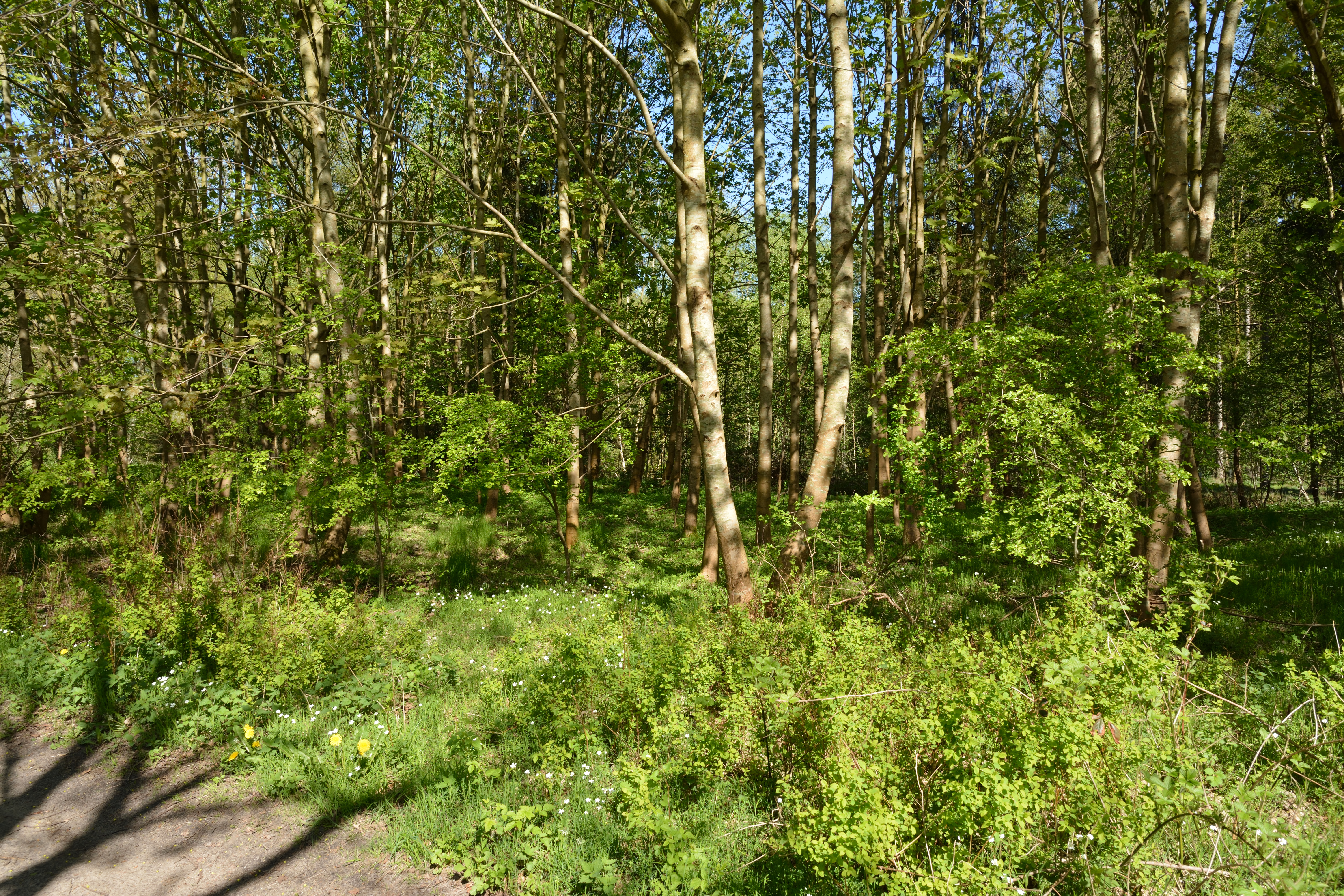
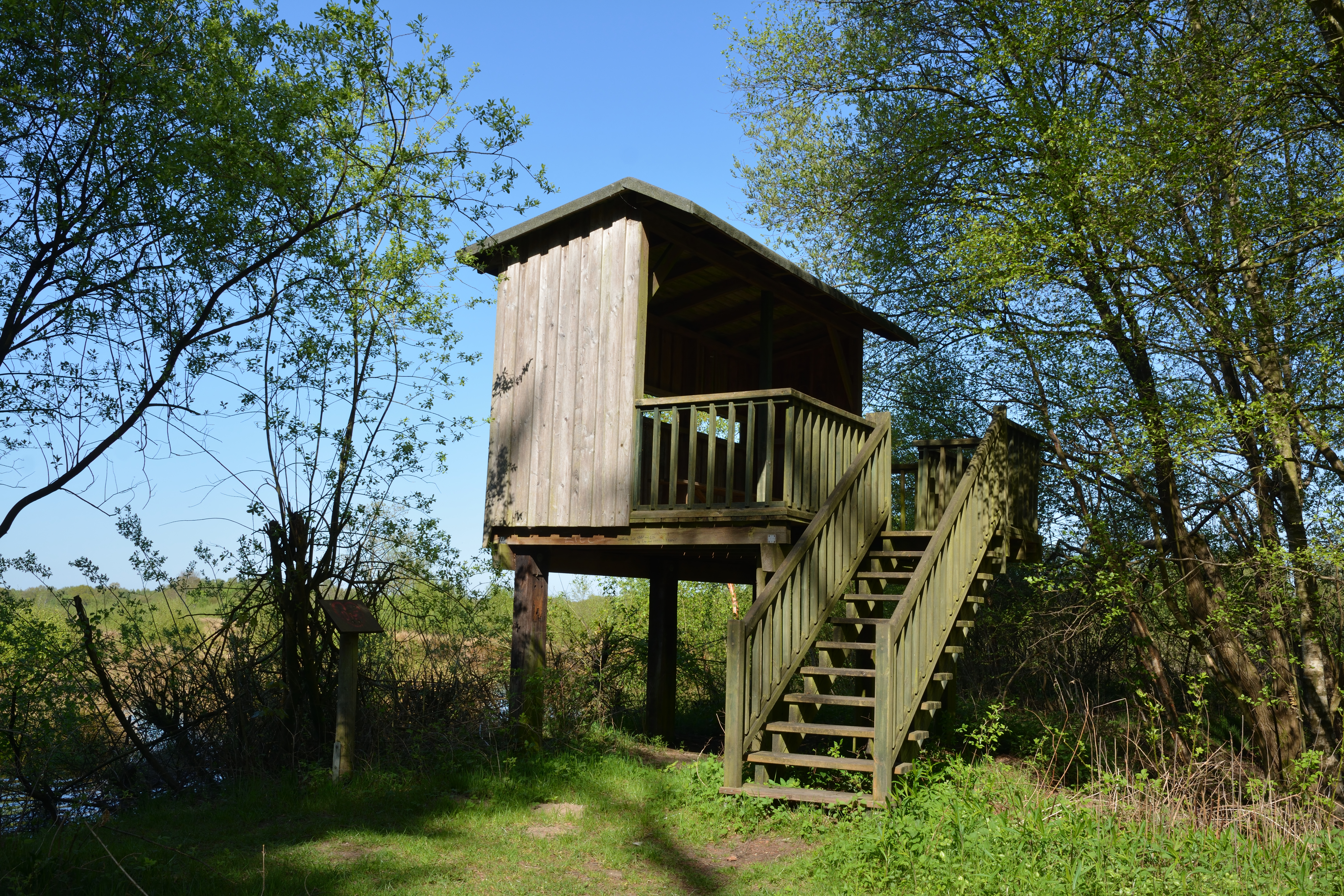
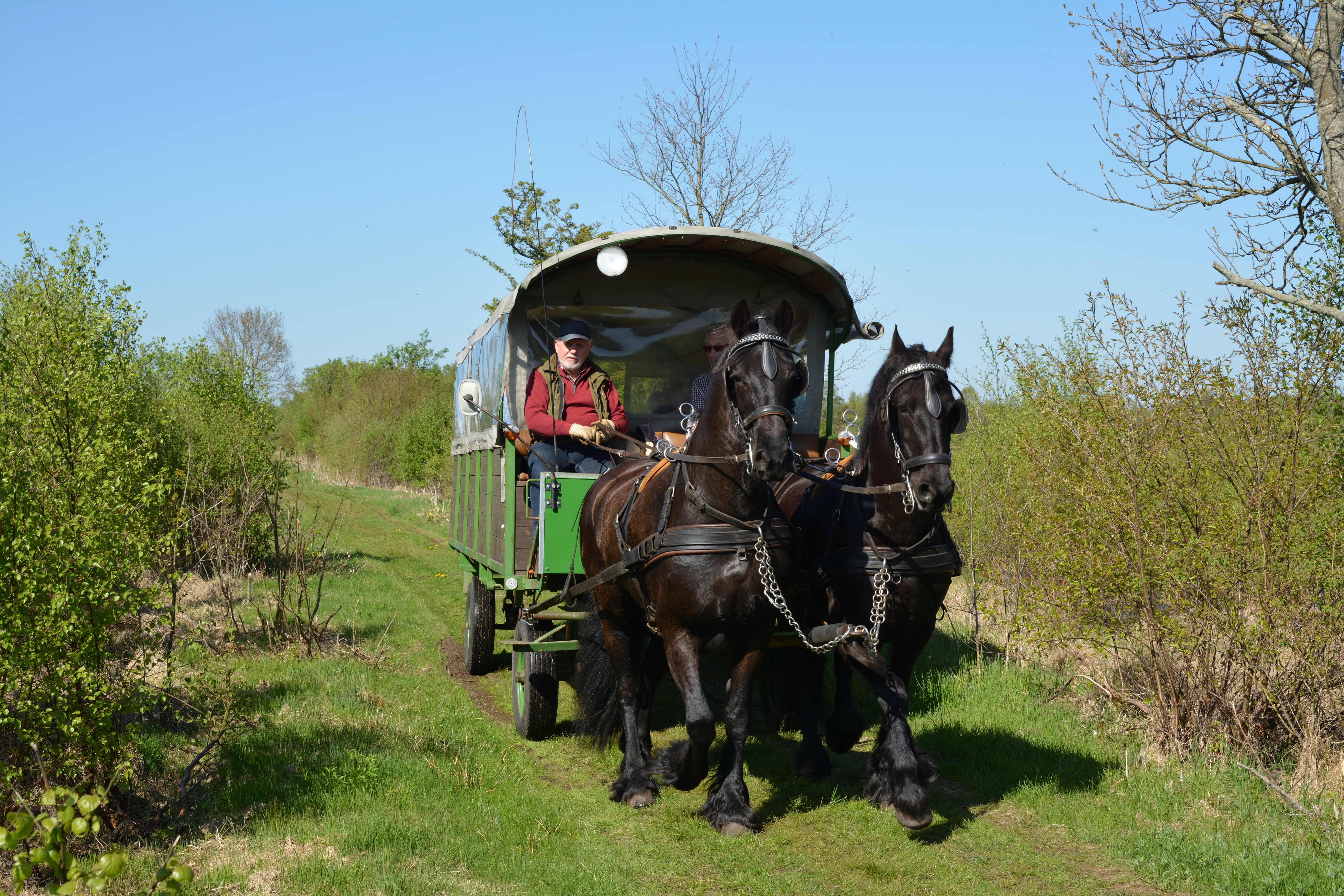
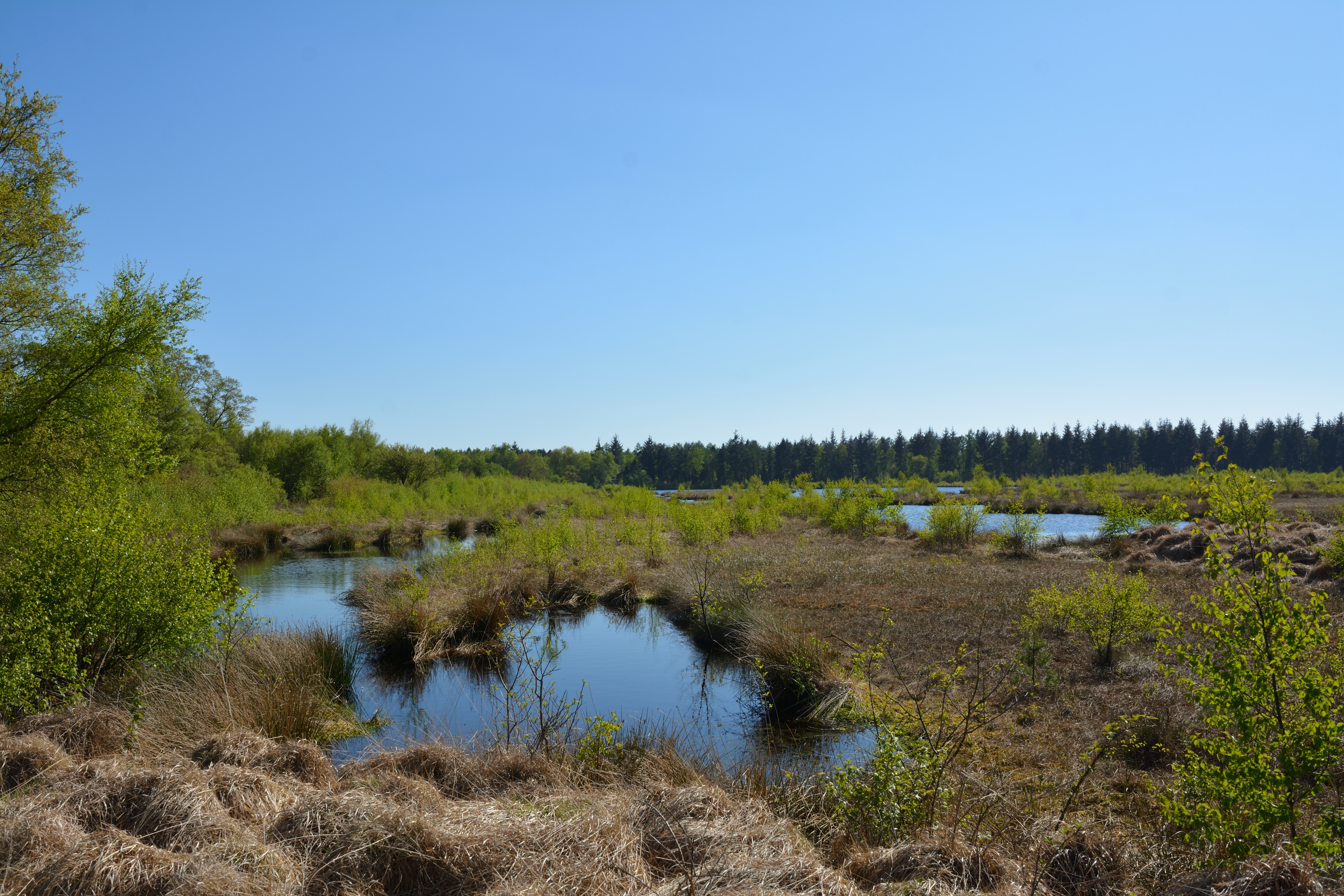